# Bahulara
Bahulara (bengalisch বহুলাড়া Bahulāṛā) ist ein Ort mit etwa 1.200 Einwohnern im ostindischen Bundesstaat Westbengalen.

## Lage
Bahulara befindet sich etwa 190 km (Fahrtstrecke) nordwestlich von Kalkutta bzw. ca. 23 km nordwestlich von Bishnupur am Fluss Dwarakeswar in einer Höhe von ca. 65 m ü. NN.

## Wirtschaft und Infrastruktur
Der Ort und die Dörfer in der Umgebung leben hauptsächlich von der Landwirtschaft (Reis, Weizen, Gemüse etc.). Bahulara hat keinen Eisenbahnanschluss; die nächstgelegene Eisenbahnstation befindet sich im ca. 5 km entfernten Ort Onda.

## Geschichte
Über die Geschichte des Ortes ist nicht viel bekannt. Ältestes erhaltenes architektonisches Zeugnis ist der im Ort stehende Siddheshwara-Tempel, der zumeist in die vorislamische (manchmal aber auch in die Nachmogulzeit) datiert wird.

## Sehenswürdigkeiten
Der aus Ziegelsteinen auf nahezu oktogonalem Grundriss errichtete Siddheshwara-Tempel gehört zu den seltenen Turmtempeln (rekha-deul) Westbengalens. Seine Seitenlänge beläuft sich auf ca. 8,50 m; die Höhe beträgt nach dem Einsturz von amalaka und kalasha nur noch etwa 16,50 m. Der untere Teil der Außenwand – mit Ausnahme der Portalfront – ist durch mehrere umlaufende Gesimse gegliedert; der obere Teil des Turms ist durch zahlreiche vertikale Abstufungen optisch aufgelockert. Darüber hinaus schmücken Bildnisse von Ganesha, Durga als Töterin des Büffeldämons Mahishasura und eine Figur des Jaina-Tirthankaras Parshvanata die Wandnischen. Die nur etwa 4,50 m² große und ca. 4,20 m hohe Cella (garbhagriha) birgt einen Shiva-Lingam. Vor dem Tempelturm befindet sich ein durch eine Mauer abgegrenzter rechteckiger Vorhof.